# Ordinariato militare in Venezuela
L'ordinariato militare in Venezuela è un ordinariato militare della Chiesa cattolica per il Venezuela. È retto dal vescovo Benito Adán Méndez Bracamonte.

## Organizzazione
L'ordinariato militare estende la sua giurisdizione su tutti i membri della Fuerza Armada Nacional Bolivariana del Venezuela.
Sede dell'ordinario è la città di Caracas. Nel comune di Libertador si trova il seminario castrense dedicato a Giovanni da Capestrano.

## Storia
Il primo cappellano militare in Venezuela fu nominato il 29 maggio 1946.
Negli anni settanta iniziarono le prime trattative tra il Venezuela e la Santa Sede per l'erezione di un vicariato castrense, che continueranno per più di vent'anni, ricevendo sempre l'incoraggiamento e il parere positivo della Conferenza episcopale venezuelana.
L'ordinariato militare è stato eretto il 31 ottobre 1995 con la bolla In ecclesia omnes di papa Giovanni Paolo II.

## Cronotassi dei vescovi
Si omettono i periodi di sede vacante non superiori ai 2 anni o non storicamente accertati.
- Marcial Augusto Ramírez Ponce † (11 febbraio 1996 - 19 dicembre 2000 ritirato)
- José Hernán Sánchez Porras † (19 dicembre 2000 - 13 ottobre 2014 deceduto)
- Benito Adán Méndez Bracamonte, dall'8 giugno 2015

## Statistiche
| anno | presbiteri | presbiteri | presbiteri | diaconi | religiosi | religiosi | parrocchie |
| anno | totale     | secolari   | regolari   | diaconi | uomini    | donne     | parrocchie |
| ---- | ---------- | ---------- | ---------- | ------- | --------- | --------- | ---------- |
| 1999 | 108        | 104        | 4          |         | 4         | 5         | 5          |
| 2000 | 109        | 105        | 4          |         | 4         | 5         | 5          |
| 2001 | 150        | 145        | 5          |         | 5         | 5         | 5          |
| 2002 | 160        | 151        | 9          |         | 9         | 5         | 6          |
| 2003 | 173        | 164        | 9          |         | 9         | 5         | 6          |
| 2004 | 183        | 172        | 11         |         | 11        | 10        | 6          |
| 2013 | 35         | 30         | 5          |         | 5         |           | 10         |
| 2016 | 245        | 245        |            |         |           |           | 10         |
| 2019 | 39         | 37         | 2          |         | 2         | 1         | 10         |
| 2021 | 36         | 35         | 1          |         | 1         | 1         | 10         |